# CMA CGM Bougainville (schip, 2015)
De CMA CGM Bougainville is het grootste containerschip dat onder Franse vlag vaart. Ze is op 25 augustus 2015 in de vaart gekomen. Het schip is eigendom van de rederij CMA CGM en het vierde schip van een reeks van zes. Elk schip van deze 18000 TEU-reeks draagt de naam van een ontdekkingsreiziger en dit schip is een eerbetoon aan de Franse kapitein Louis-Antoine de Bougainville. Ze is op 6 oktober 2015 in Le Havre officieel ingewijd door de Franse president François Hollande. De CMA CGM Bougainville vaart tussen Europa en Azië en staat symbool voor milieuvriendelijkheid, technologie en de globale economie.

## Karakteristieken
Het schip heeft een lengte van 398 meter en is 54 meter breed. De capaciteit van het schip is 18000 TEU (200.000 ton). Dit is te vergelijken met 109 km achter elkaar geplaatste containers. De CMA CGM Bougainville kan tot een snelheid van 21 knopen varen.

## Constructie
Het schip is geconstrueerd op de scheepswerf van Samsung Heavy Industries en voldoet aan de eisen van de Internationale Maritieme Organisatie.

## TRAXENS
De CMA CGM Bougainville is het eerste schip dat met TRAXENS-technologie is uitgerust. Het is een systeem dat ervoor zorgt dat informatie (vochtigheid, temperatuur, locatie) over elke container naar de rederij uitgezonden wordt en dat containers met elkaar in verbinding staan. Ook bij koeltransport is dit een hulpmiddel, want dit systeem kan de temperatuur van de containers controleren en aanpassen.

## Milieu
Dankzij de nieuwe milieuvriendelijke technologieën en de optimalisatie van de hydrodynamica van de CMA CGM Bougainville is haar uitstoot aanzienlijk verminderd. Onder andere dankzij haar vernieuwde elektronische injectiemotor en verbeterde ontwerp van de romp stoot het schip nog maar 37g CO2/km uit per getransporteerde container, wat aanzienlijk lager is dan enkele jaren geleden. Ook bevat het schip een ballastwaterbehandelingssysteem, dit wil zeggen dat water gefilterd wordt wanneer het aan boord gepompt wordt en tijdens ballastoperaties. Het water dat terug in de zee geloosd wordt is zodanig gezuiverd van chemische producten en vreemde organismen, dat op deze manier het milieu wordt gevrijwaard.

## Wereldwijd
Het schip vervoert goederen naar Europa, Midden-Oosten en Azië en bedient zo de wereldwijde markten.